# Rembercourt-sur-Mad
Rembercourt-sur-Mad település Franciaországban, Meurthe-et-Moselle megyében. Lakosainak száma 154 fő (2022. január 1.). Rembercourt-sur-Mad Charey, Jaulny, Prény, Saint-Julien-lès-Gorze és Waville községekkel határos.

## Népesség
A település népessége az elmúlt években az alábbi módon változott:
| Lakosok száma | 129  | 127  | 133  | 191  | 169  | 161  | 158  | 161  | 159  | 154  |
|               | 1968 | 1982 | 1990 | 2006 | 2013 | 2015 | 2017 | 2019 | 2020 | 2022 |